# Šime Luketin
Šime Luketin (Spalato, 7 settembre 1953) è un ex calciatore croato, di ruolo difensore.

## Palmarès

### Competizioni nazionali
- Campionato jugoslavo: 2

Hajduk Spalato: 1974-1975, 1978-1979
- Coppa di Jugoslavia: 3

Hajduk Spalato: 1974, 1975-1976, 1976-1977